# Federação Angolana de Atletismo
Die Federação Angolana de Atletismo (portug. für: Angolanischer Leichtathletikverband, FAA) ist der Dachverband für Leichtathletik in Angola. Der Verband hat seinen Sitz in der Hauptstadt Luanda, im Complexo da Cidadela Desportiva, einem Sportkomplex in der Rua Senado da Câmara.

## Geschichte
Der Verband wurde am 19. Februar 1979 gegründet, nach der Unabhängigkeit Angolas von Portugal 1975. 
Im Jahr 1981 wurde die FAA Mitglied des Weltleichtathletikverbands World Athletics.

## Struktur
Die FAA ist formell eine Juristische Person privaten Rechts und als gemeinnützige Sportvereinigung ohne Gewinnerzielungsabsicht anerkannt. Sie ist Mitglied im Olympischen Komitee Angolas, dem Comité Olímpico Angolano, im afrikanischen Leichtathletikverband CAA, im iberoamerikanischen Leichtathletikverband AIA, und im Weltleichtathletikverband IAAF.
25 Vereine in Angola sind in der FAA organisiert. Die FAA ist ihrerseits untergliedert in die 18 Provinzverbände der angolanischen Provinzen.

## Aktivitäten
Jährlich organisiert oder mitveranstaltet die FAA etwa 20 Laufveranstaltungen im Land. Als bedeutendster Termin gilt der Silvesterlauf von Luanda. Zur 59. Auflage des São Silvestre de Luanda am 31. Dezember 2014 erwartet die FAA die Rekordmarke von 3.000 angemeldeten Athleten beider Geschlechter, darunter auch 79 ausländische Läufer aus 21 Ländern.
Die FAA betreut zudem die angolanischen Athleten bei internationalen Veranstaltungen, etwa als Mitglied im Nationalen Olympischen Komitees Angolas, und organisiert ihre Teilnahmen an internationalen Wettkämpfen.